# 佳洞駅
佳洞駅（カドンえき）は、大韓民国慶尚北道醴泉郡にかつて存在した韓国鉄道公社の駅である。

## 歴史
- 1928年11月1日 - 柳川駅として開業。
- 1944年10月1日 - 廃駅。
- 1966年1月27日 - 佳洞駅として再開業。
- 2001年7月1日 - 廃止。

## 隣の駅
韓国鉄道公社
慶北線
栗峴駅 - 佳洞駅 - 醴泉駅